# Adélard Godbout

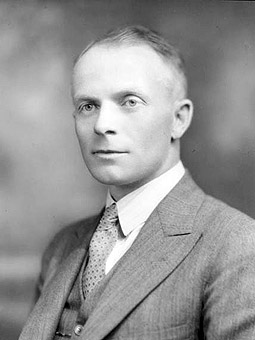
Adélard Godbout

Joseph-Adélard Godbout (* 24. September 1892 in Saint-Éloi, Québec; † 18. September 1956 in Montreal; meist Adélard Godbout genannt) war ein kanadischer Politiker und Agronom. Von 1929 bis 1936 sowie von 1939 bis 1948 war er liberaler Abgeordneter der Legislativversammlung von Québec. Zweimal regierte er die Provinz Québec als Premierminister; von Juni bis August 1936 sowie von November 1939 bis August 1944. Danach war er Oppositionsführer. Ab 1949 amtierte er als kanadischer Senator.

## Biografie
Godbout wurde in Saint-Éloi geboren, einem kleinen Dorf nordöstlich von Rivière-du-Loup. Sein Vater war Eugène Godbout, Landwirt und liberaler Abgeordneter der Legislativversammlung von 1921 bis 1923, seine Mutter war Marie-Louise Duret. Godbout erhielt seine Schulbildung am Seminar in Rimouski, anschließend studierte er Agrarwissenschaften in La Pocatière und in Amherst (Massachusetts). 1918 kehrte er nach La Pocatière zurück und unterrichtete bis 1930 an der dortigen Landwirtschaftsschule. Von 1922 bis 1925 arbeitete er zusätzlich für das Landwirtschaftsministerium von Québec.
Als Mitglied der Parti libéral du Québec gewann Godbout im Mai 1929 eine Nachwahl und zog wie zuvor sein Vater in die Legislativversammlung ein. Im August 1931 und im November 1935 gelang ihm jeweils die Wiederwahl. Im Kabinett von Louis-Alexandre Taschereau amtierte er ab November 1930 als Landwirtschaftsminister. Kurz nach den Wahlen von 1935 kam ein weit verzweigtes Korruptionsnetzwerk in der Parti libéral zum Vorschein und Taschereau sah sich am 11. Juni 1936 gezwungen, seinen Rücktritt bekanntzugeben. Vizegouverneur Ésioff-Léon Patenaude ernannte daraufhin Godbout zu dessen Nachfolger. Dieser wiederum rief umgehend vorgezogene Neuwahlen aus.

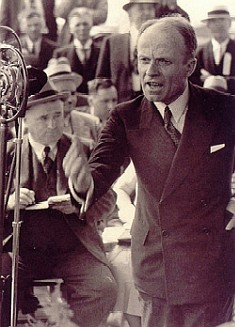
Godbout im Wahlkampf (1939)

Obwohl Godbout unbelastet war und einen Neuanfang versprach, erlitt seine Partei am 17. August 1936 eine empfindliche Niederlage, woraufhin die von Maurice Duplessis angeführte Union nationale die Regierung stellte. Godbout unterlag in seinem eigenen Wahlkreis, blieb aber Parteivorsitzender der Liberalen und wurde im Juni 1938 in diesem Amt bestätigt. Kurz nach Ausbruch des Zweiten Weltkriegs fanden erneut Wahlen statt. Mit Unterstützung der liberalen Partei auf Bundesebene konnten die Quebecer Liberalen einen klaren Sieg erringen. Im Wahlkampf hatten sie unter anderem versprochen, dass die Einführung der Wehrpflicht nicht bevorstehe.
Am 8. November 1939 übernahm Godbout zum zweiten Mal das Amt des Premierministers, außerdem stand er wieder dem Landwirtschaftsministerium vor. Die Provinzregierung führte eine Reihe von progressiven Reformen durch, welche die Grundlage für die Stille Revolution der 1960er Jahre bilden sollten. Dazu gehörten die Einführung des Frauenwahlrechts auf Provinzebene (gegen den Widerstand der katholischen Kirche), die Einführung der Schulpflicht bis zum 14. Lebensjahr und den kostenfreien Grundschulunterricht, Verbesserungen im Arbeitsrecht, die Verstaatlichung von Montreal Light, Heat and Power und die Gründung von Hydro-Québec sowie die Förderung der französischen Kultur und Sprache.
Bei den Wahlen am 8. August 1944 errangen die Liberalen zwar einen größeren Wähleranteil, die Union nationale konnte jedoch mehr Sitze erringen. Mitentscheidend für die Wahlniederlage war gewesen, dass die Wehrpflicht nun doch eingeführt worden war. Godbout blieb bis zum 30. August Premierminister und führte danach die Liberalen als Oppositionsführer an. Die Wahlen am 28. Juli 1948 endeten mit einer noch größeren Niederlage für die Liberalen, und auch Godbout verlor seinen Sitz. Der kanadische Premierminister Louis Saint-Laurent ernannte ihn am 25. Juni 1949 zum Senator. Dieses Amt hatte er während sieben Jahren bis zu seinem Tod inne.